# Volta à Catalunha de 2012
A 92.ª edição da Volta à Catalunha disputou-se entre a 19 e a 25 de março de 2012; esteve dividida em sete etapas por um total de 1143,2 km (em princípio foram 1199,1 km mas a 3.ª etapa reduziu-se por inclemências meteorológicas (chuva e neve).
A prova integrou-se no UCI WorldTour desse ano.
O ganhador final foi Michael Albasini depois de fazer-se com a primeira etapa conseguindo uma vantagem suficiente como para alçar com a vitória, com o que ademais foi líder de princípio a fim. Acompanharam-lhe no pódio Samuel Sánchez (vencedor de uma etapa) e Jurgen Van den Broeck, respectivamente.
Nas outras classificações secundárias impuseram-se Chris Anker Sørensen (montanha), Tomasz Marczynski (sprints), Garmin-Barracuda (equipas) e Alberto Losada (catalães).

## Equipas participantes
Tomaram parte na carreira 23 equipas: os 18 de categoria UCI ProTour (ao ser obrigada sua participação); mais 5 de categoria Profissional Continental mediante convite da organização (Caja Rural, Andalucía, Cofidis, le Crédit en Ligne, Saur-Sojasun e Project 1t4i). Formando assim um pelotão de 179 ciclistas ainda que finalmente foram 178 depois da baixa de última hora de Brian Bulgaç (Lotto Belisol), com 8 corredores a cada equipa (excepto a mencionada Lotto Belisol, a BMC Racing, Lampre-ISD e Project 1t4i que saiu com 7 e a Sky que saiu com 6), dos que acabaram 123. As equipas participantes foram:
| Equipa                           | Cód. UCI | Categoria                | Chefe de filas        |
| -------------------------------- | -------- | ------------------------ | --------------------- |
| AG2R La Mondiale                 | ALM      | UCI ProTour              | Nicolas Roche         |
| Astana Pro Team                  | AST      | UCI ProTour              | Janez Brajkovič       |
| BMC Racing                       | BMC      | UCI ProTour              | Tejay van Garderen    |
| Euskaltel-Euskadi                | EUS      | UCI ProTour              | Samuel Sánchez        |
| FDJ-Big Mat                      | FDJ      | UCI ProTour              | Sandy Casar           |
| Garmin-Barracuda                 | GRM      | UCI ProTour              | Daniel Martin         |
| GreenEDGE Cycling Team           | GEC      | UCI ProTour              | Allan Davis           |
| Katusha Team                     | KAT      | UCI ProTour              | Denis Menchov         |
| Lampre-ISD                       | LAM      | UCI ProTour              | Damiano Cunego        |
| Liquigas-Cannondale              | LIQ      | UCI ProTour              | Ivan Basso            |
| Lotto Belisol Team               | LTB      | UCI ProTour              | Jurgen Van den Broeck |
| Movistar Team                    | MOV      | UCI ProTour              | Alejandro Valverde    |
| Omega Pharma-QuickStep           | OPQ      | UCI ProTour              | Levi Leipheimer       |
| Rabobank Cycling Team            | RAB      | UCI ProTour              | Robert Gesink         |
| RadioShack-Nissan                | RNT      | UCI ProTour              | Andy Schleck          |
| Sky Procycling                   | SKY      | UCI ProTour              | Rigoberto Urán        |
| Team Saxo Bank                   | SAX      | UCI ProTour              | Daniel Navarro        |
| Vacansoleil-DCM Pro Cycling Team | VCD      | UCI ProTour              | Matteo Carrara        |
| Andalucía                        | ACG      | Profissional Continental | Gustavo César Veloso  |
| Caja Rural                       | CJR      | Profissional Continental | David de la Fuente    |
| Cofidis, le Crédit en Ligne      | COF      | Profissional Continental | David Moncoutié       |
| Project 1t4i                     | PRÓ      | Profissional Continental | Roger Kluge           |
| Saur Sojasun                     | SAU      | Profissional Continental | Brice Feillu          |

## Etapas

### 1.ª etapaCalella-Calella.19 de marçode2012. 138,9 km

#### Classificações
|   | Ciclista          | Equipa                      | Tempo      |
| - | ----------------- | --------------------------- | ---------- |
| 1 | Michael Albasini  | GreenEDGE                   | 3h 20' 04" |
| 2 | Anthony Delaplace | Saur-Sojasun                | + 42"      |
| 3 | Nicolas Edet      | Cofidis, le Crédit en Ligne | + 1'14"    |
| 4 | Kenny Van Hummel  | Vacansoleil-DCM             | + 1'32"    |
| 5 | Ben Gastauer      | AG2R La Mondiale            | m.t.       |

|   | Ciclista          | Equipa                      | Tempo      |
| - | ----------------- | --------------------------- | ---------- |
| 1 | Michael Albasini  | GreenEDGE                   | 3h 20' 04" |
| 2 | Anthony Delaplace | Saur-Sojasun                | + 42"      |
| 3 | Nicolas Edet      | Cofidis, le Crédit en Ligne | + 1'14"    |
| 4 | Kenny Van Hummel  | Vacansoleil-DCM             | + 1'32"    |
| 5 | Ben Gastauer      | AG2R La Mondiale            | m.t.       |

### 2.ª etapaGerona-Gerona.20 de marçode2012. 161 km

#### Classificações
|   | Ciclista         | Equipa                 | Tempo      |
| - | ---------------- | ---------------------- | ---------- |
| 1 | Michael Albasini | GreenEDGE              | 3h 52' 07" |
| 2 | Dario Cataldo    | Omega Pharma-QuickStep | m.t.       |
| 3 | Rigoberto Urán   | Sky                    | m.t.       |
| 4 | Damiano Cunego   | Lampre-ISD             | m.t.       |
| 5 | Ryder Hesjedal   | Garmin-Barracuda       | m.t.       |

|   | Ciclista          | Equipa           | Tempo      |
| - | ----------------- | ---------------- | ---------- |
| 1 | Michael Albasini  | GreenEDGE        | 7h 12' 11" |
| 2 | Ryder Hesjedal    | Garmin-Barracuda | + 1' 32"   |
| 3 | Mikaël Cherel     | AG2R La Mondiale | m.t.       |
| 4 | Steve Morabito    | BMC Racing       | m.t.       |
| 5 | Arnold Jeannesson | FDJ-Big Mat      | m.t.       |

### 3.ª etapaLa Vall d'en Bas(Sant Esteve d'en Bas)-Canturri.21 de marçode2012. 155 km[6]

#### Classificações
|   | Ciclista         | Equipa                 | Tempo      |
| - | ---------------- | ---------------------- | ---------- |
| 1 | Janez Brajkovič  | Astana                 | 0h 00' 01" |
| 2 | Michał Gołaś     | Omega Pharma-QuickStep | m.t.       |
| 3 | Mikaël Cherel    | AG2R La Mondiale       | m.t.       |
| 4 | Matteo Carrara   | Vacansoleil-DCM        | m.t.       |
| 5 | Thomas Rohregger | RadioShack-Nissan      | m.t.       |

|   | Ciclista          | Equipa           | Tempo      |
| - | ----------------- | ---------------- | ---------- |
| 1 | Michael Albasini  | GreenEDGE        | 7h 12' 12" |
| 2 | Ryder Hesjedal    | Garmin-Barracuda | + 1' 32"   |
| 3 | Mikaël Cherel     | AG2R La Mondiale | m.t.       |
| 4 | Steve Morabito    | BMC Racing       | m.t.       |
| 5 | Arnold Jeannesson | FDJ-Big Mat      | m.t.       |

1. ↑  Devido às inclemências meteorológicas (chuva e neve) e ao pouco tempo que teve para organizar uma meta alternativa se decidiu dar a todos os corredores o mesmo tempo, lhe outorgando a vitória a Janez Brajkovič, primeiro em passar pela improvisada nova linha de meta.

### 4.ª etapaTremp-Ascó.22 de marçode2012. 199 km

#### Classificações
|   | Ciclista              | Equipa                      | Tempo      |
| - | --------------------- | --------------------------- | ---------- |
| 1 | Rigoberto Urán        | Sky                         | 5h 13' 12" |
| 2 | Denis Menchov         | Katusha                     | m.t.       |
| 3 | Sylwester Szmyd       | Liquigas-Cannondale         | m.t.       |
| 4 | David Moncoutié       | Cofidis, le Crédit en Ligne | m.t.       |
| 5 | Jurgen Van den Broeck | Lotto Belisol               | m.t.       |

|   | Ciclista              | Equipa            | Tempo       |
| - | --------------------- | ----------------- | ----------- |
| 1 | Michael Albasini      | GreenEDGE         | 12h 25' 24" |
| 2 | Steve Morabito        | BMC Racing        | + 1:32      |
| 3 | Jurgen Van den Broeck | Lotto Belisol     | + m.t.      |
| 4 | Daniel Martin         | Garmin-Barracuda  | + m.t.      |
| 5 | Samuel Sánchez        | Euskaltel-Euskadi | +m.t.       |

### 5.ª etapaAscó-Manresa.23 de marçode2012. 200,1 km

#### Classificações
|   | Ciclista        | Equipa                 | Tempo      |
| - | --------------- | ---------------------- | ---------- |
| 1 | Julien Simon    | Saur-Sojasun           | 4h 58' 27" |
| 2 | Rigoberto Urán  | Sky                    | + m.t.     |
| 3 | Sylvester Szmyd | Liquigas-Cannondale    | + m.t.     |
| 4 | Samuel Sánchez  | Euskaltel-Euskadi      | + m.t.     |
| 5 | Dario Cataldo   | Omega Pharma-QuickStep | + m.t.     |

|   | Ciclista              | Equipa            | Tempo       |
| - | --------------------- | ----------------- | ----------- |
| 1 | Michael Albasini      | GreenEDGE         | 17h 23' 51" |
| 2 | Jurgen Van den Broeck | Lotto Belisol     | + 1' 32     |
| 3 | Daniel Martin         | Garmin-Barracuda  | + m.t.      |
| 4 | Samuel Sánchez        | Euskaltel-Euskadi | + m.t.      |
| 5 | Rigoberto Urán        | Sky               | + m.t.      |

### Etapa 6.San Fructuoso de Bages-Badalona.24 de marçode2012. 169,4 km

#### Classificações
|   | Ciclista        | Equipa            | Tempo      |
| - | --------------- | ----------------- | ---------- |
| 1 | Samuel Sánchez  | Euskaltel-Euskadi | 4h 04' 40" |
| 2 | Allan Davis     | GreenEDGE         | + 2"       |
| 3 | Julien Simon    | Saur-Sojasun      | + m.t.     |
| 4 | Juan José Haedo | Saxo Bank Sungard | + m.t.     |
| 5 | Damiano Cunego  | Lampre-ISD        | + m.t.     |

|   | Ciclista              | Equipa            | Tempo       |
| - | --------------------- | ----------------- | ----------- |
| 1 | Michael Albasini      | GreenEDGE         | 21h 28' 43" |
| 2 | Samuel Sánchez        | Euskaltel-Euskadi | + 1' 30"    |
| 3 | Jurgen Van den Broeck | Lotto Belisol     | + 1' 32"    |
| 4 | Daniel Martin         | Garmin-Barracuda  | + m.t.      |
| 5 | Rigoberto Urán        | Sky               | + m.t.      |

### Etapa 7.Badalona-Barcelona(Sarrià).25 de marçode2012. 119,8 km

#### Classificações
|   | Ciclista           | Equipa       | Tempo     |
| - | ------------------ | ------------ | --------- |
| 1 | Julien Simon       | Saur-Sojasun | 2h 47' 2" |
| 2 | Francesco Gavazzi  | Astana       | m.t.      |
| 3 | Damiano Cunego     | Lampre-ISD   | m.t.      |
| 4 | Rigoberto Urán     | Sky          | m.t.      |
| 5 | Robert Kiserlovski | Astana       | m.t.      |

|   | Ciclista              | Equipa             | Tempo       |
| - | --------------------- | ------------------ | ----------- |
| 1 | Michael Albasini      | GreenEDGE          | 24h 15' 45" |
| 2 | Samuel Sánchez        | Euskaltel-Euskadi  | + 1' 30"    |
| 3 | Jurgen Van den Broeck | Lotto Belisol Team | + 1' 32"    |
| 4 | Dão Martin            | Garmin-Barracuda   | + m.t.      |
| 5 | Rigoberto Urán        | Sky                | + m.t.      |

## Classificações finais

### Classificação geral
| Posição | Ciclista              | Equipa                 | Pontos      |
| ------- | --------------------- | ---------------------- | ----------- |
|         | Michael Albasini      | GreenEDGE              | 24h 15' 45" |
| 2       | Samuel Sánchez        | Euskaltel-Euskadi      | + 1' 30"    |
| 3       | Jurgen Van den Broeck | Lotto Belisol Team     | + 1' 32"    |
| 4       | Daniel Martin         | Garmin-Barracuda       | + m.t.      |
| 5       | Rigoberto Urán        | Sky                    | + m.t.      |
| 6       | Damiano Cunego        | Lampre-ISD             | + m.t.      |
| 7       | Robert Kiserlovski    | Astana                 | + m.t.      |
| 8       | Matteo Carrara        | Vacansoleil-DCM        | + m.t.      |
| 9       | Dario Cataldo         | Omega Pharma-QuickStep | + m.t.      |
| 10      | Sergio Pardilla       | Movistar Team          | + m.t.      |

### Classificação da montanha
| Posição | Ciclista             | Equipa           | Pontos  |
| ------- | -------------------- | ---------------- | ------- |
|         | Chris Anker Sørensen | Saxo Bank        | 67 pts. |
| 2       | Tom Danielson        | Garmin-Barracuda | 28 pts. |
| 3       | Michael Albasini     | GreenEDGE        | 25 pts. |

### Classificação dos sprints
| Posição | Ciclista                | Equipa                      | Pontos |
| ------- | ----------------------- | --------------------------- | ------ |
|         | Tomasz Marczynski       | Vacansoleil-DCM             | 10     |
| 2       | Julián Sánchez Pimienta | Caja Rural                  | 6      |
| 3       | Romain Zingle           | Cofidis, le Crédit en Ligne | 4      |

### Classificação por equipas
| Posição | Equipa           | Tempo       |
| ------- | ---------------- | ----------- |
|         | Garmin-Barracuda | 72h 51' 51" |
| 2       | Katusha Team     | + 2' 19"    |
| 3       | Saur Sojasun     | + 3' 55"    |

### Catalães
| Posição | Ciclista         | Equipa     | Pontos      |
| ------- | ---------------- | ---------- | ----------- |
|         | Alberto Losada   | Katusha    | 24h 18' 01" |
| 2       | David de la Cruz | Caja Rural | + 17' 15"   |
| 3       | Jordi Simón      | Andalucía  | + 31' 24"   |

## Evolução das classificações
| Etapa (Vencedor)             | Classificação geral | Classificação da montanha | Classificação dos sprints | Classificação por equipas | Classificação dos catalães |
| ---------------------------- | ------------------- | ------------------------- | ------------------------- | ------------------------- | -------------------------- |
| 1.ª etapa (Michael Albasini) | Michael Albasini    | Michael Albasini          | Anthony Delaplace         | GreenEDGE                 | Jordi Simón                |
| 2.ª etapa (Michael Albasini) | Michael Albasini    | Michael Albasini          | Anthony Delaplace         | Garmin-Barracuda          | Alberto Losada             |
| 3.ª etapa (Janez Brajkovič)  | Michael Albasini    | Chris Anker Sørensen      | Michael Albasini          | Garmin-Barracuda          | Alberto Losada             |
| 4.ª etapa (Rigoberto Urán)   | Michael Albasini    | Chris Anker Sørensen      | Julián Sánchez Pimienta   | Garmin-Barracuda          | Alberto Losada             |
| 5.ª etapa (Julien Simon)     | Michael Albasini    | Chris Anker Sørensen      | Tomasz Marczynski         | Garmin-Barracuda          | Alberto Losada             |
| 6.ª etapa (Samuel Sánchez)   | Michael Albasini    | Chris Anker Sørensen      | Tomasz Marczynski         | Garmin-Barracuda          | Alberto Losada             |
| 7.ª etapa (Julien Simon)     | Michael Albasini    | Chris Anker Sørensen      | Tomasz Marczynski         | Garmin-Barracuda          | Alberto Losada             |
| Final                        | Michael Albasini    | Chris Anker Sørensen      | Tomasz Marczynski         | Garmin-Barracuda          | Alberto Losada             |